# Selekcja II. Skorpion
Selekcja II. Skorpion – spektakl Teatru Telewizji z cyklu Teatru Sensacji „Kobra” z 1985 roku w reż. Tadeusza Kijańskiego. Film powstał na podstawie opowiadania Waldemara Łysiaka z tomu Perfidia (1980). Kontynuacja spektaklu Teatru TV z 1984 pt. Selekcja.

## Fabuła
USA w połowie lat 70. XX w. Vittorio Matta, świeżo namaszczony „capo di tutti capi” na całe Stany Zjednoczone powraca do swojego domu po krwawej rozprawie ze swoim poprzednikiem i jego ludźmi. Przed samym domem zostaje jednak aresztowany przez policję i FBI, którzy wiedzą o wszystkim. Ktoś zdradził... Vittorio, próbując ratować się z opresji oraz wykryć zdrajcę w szeregach swojej organizacji zwraca się o pomoc do Luigiego Cariano, do którego wysyła swojego zastępcę Antonio Accardo. Jednak to właśnie Accardo okazuje się być zdrajcą, o czym Vittorio dowiaduje się poniewczasie. Accardo likwiduje Cariano i jego ludzi oraz zabija rodzinę Vittoria. Ostatnią rzeczą, jaką zdrajca chce uzyskać od Vittoria, są pieniądze z jego szwajcarskiego konta. Próbuje go szantażować, oferując życie jego rodziny (Vittorio jeszcze wtedy nie wie, że żona wraz z dziećmi już nie żyją) w zamian za dostęp do konta. Vittorio odmawia – podjęcie pieniędzy z jego konta nie jest możliwe, ponieważ jest to konto daktyloskopijne i tylko on sam po przedstawieniu odcisków swojego palca może tego dokonać. Accardo wydaje wyrok na Vittoria – podczas spaceru jeden ze współwięźniów ciężko rani go nożem. Vittorio cudem unika śmierci. Jednak doskonale zdaje sobie sprawę, że wygrał tylko trochę czasu. Kiedy w więziennym szpitalu zjawia się lekarz z zastrzykiem, jest przekonany, że to opłacony przez mafię egzekutor, który ma wykonać mu śmiertelny zabieg. Wyjaśnia doktorowi, że jeśli jego podejrzenia są słuszne, mafia i tak go wykończy jako niewygodnego świadka i składa propozycję: w zamian za wstrzyknięcie środka pozorującego śmierć, wypłaci mu żądana sumę. Lekarz wyraża zgodę.
Mija kilka lat. Accardo i jego mafijny wspólnik Collins składają wizytę giełdowemu bankrutowi i zarazem świetnemu szulerowi Ricardo i proponują mu grę w pokera o wysoką stawkę z trzema mulitimilionerami. Ricardo, podszywając się za greckiego armatora, ma za zadanie, grając pieniędzmi mafii, wygrać jak najwięcej. Całe przedsięwzięcie dochodzi do skutku w jednym z hoteli Las Vegas. Ricardo w pewnym momencie gra o bajońską sumę 18 mln dolarów. Przekonuje Accardo, że wygrana jest pewna, a ten powierza mu kolejne pieniądze mafii. W chwili sprawdzenia kart okazuje się, że Ricardo blefował i przegrał wszystko. Znika z hotelu pomimo silnej ochrony. Accardo, zdając sobie doskonale sprawę z tego, jaki los czeka go z ręki jego mafijnych mocodawców, połyka truciznę. Jak się okazuje w ostatniej scenie filmu za całą pokerową zagrywką Ricardo stał Vittorio Matta, który przy pomocy sprytnego szulera dokonał zemsty na zdrajcy Accardo.

## Obsada
- Henryk Talar – Vittorio
- Marcin Troński – Antonio Accardo
- Michał Pawlicki – Ricardo
- Paweł Wawrzecki – lekarz
- Marcin Sławiński – pielęgniarz
- Andrzej Kopiczyński – adwokat Vittoria
- Wiktor Zborowski – porucznik FBI
- Zdzisław Wardejn – Collins
- Elżbieta Zającówna – Judy
- Eugeniusz Kamiński – pokerzysta Braddock
- Janusz Bylczyński – pokerzysta Coolman
- Andrzej Stockinger – pokerzysta Lefleur
- Czesław Jaroszyński – senator
- Ryszard Barycz – dyrektor hotelu

i inni.